# Colymbetes paykulli
Colymbetes paykulli är en skalbaggsart som beskrevs av Wilhelm Ferdinand Erichson 1837. Colymbetes paykulli ingår i släktet Colymbetes och familjen dykare. Arten är reproducerande i Sverige. Inga underarter finns listade i Catalogue of Life.

## Bildgalleri

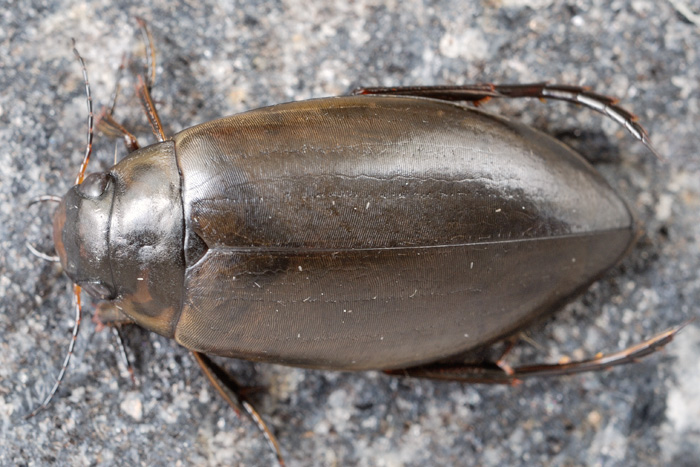
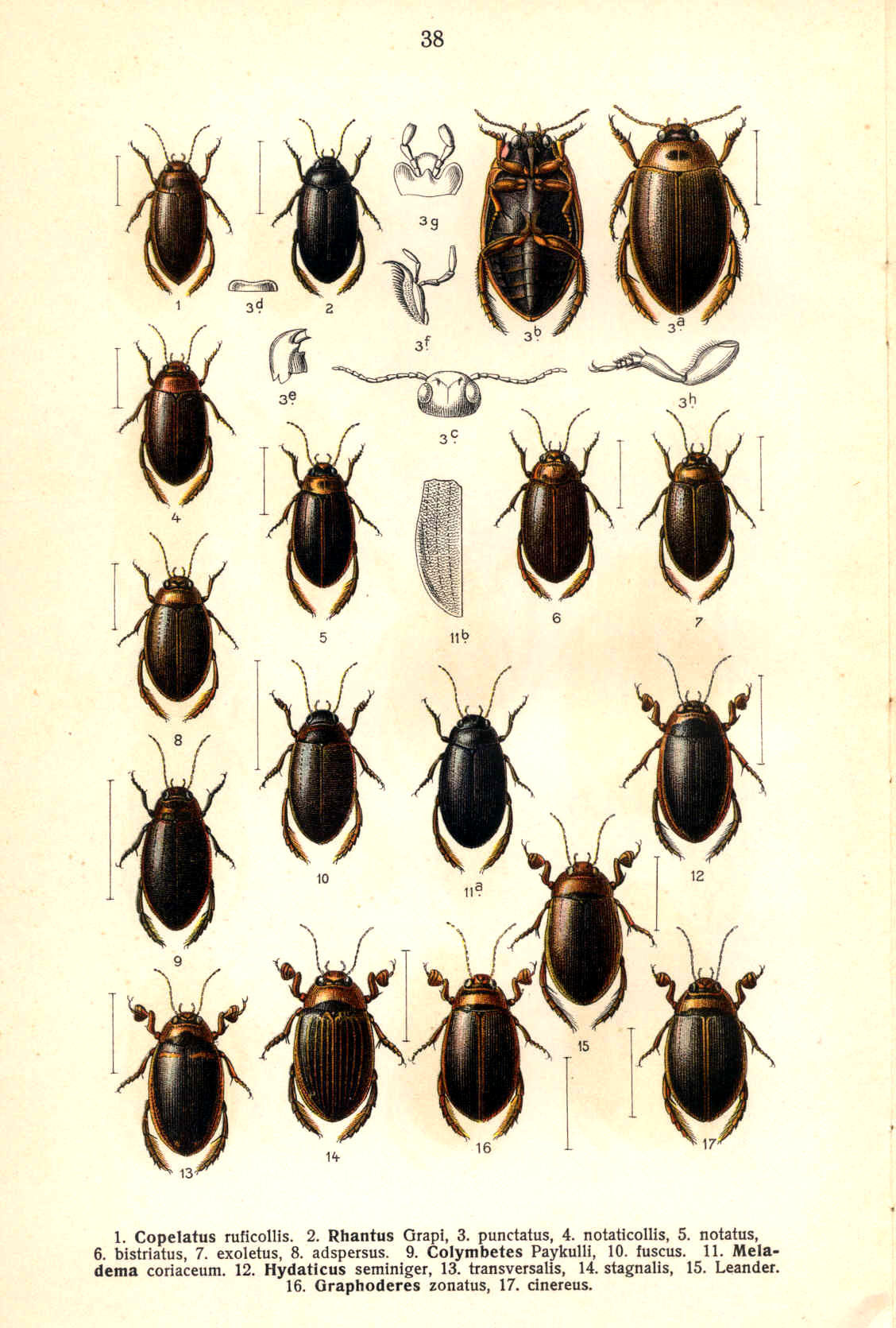
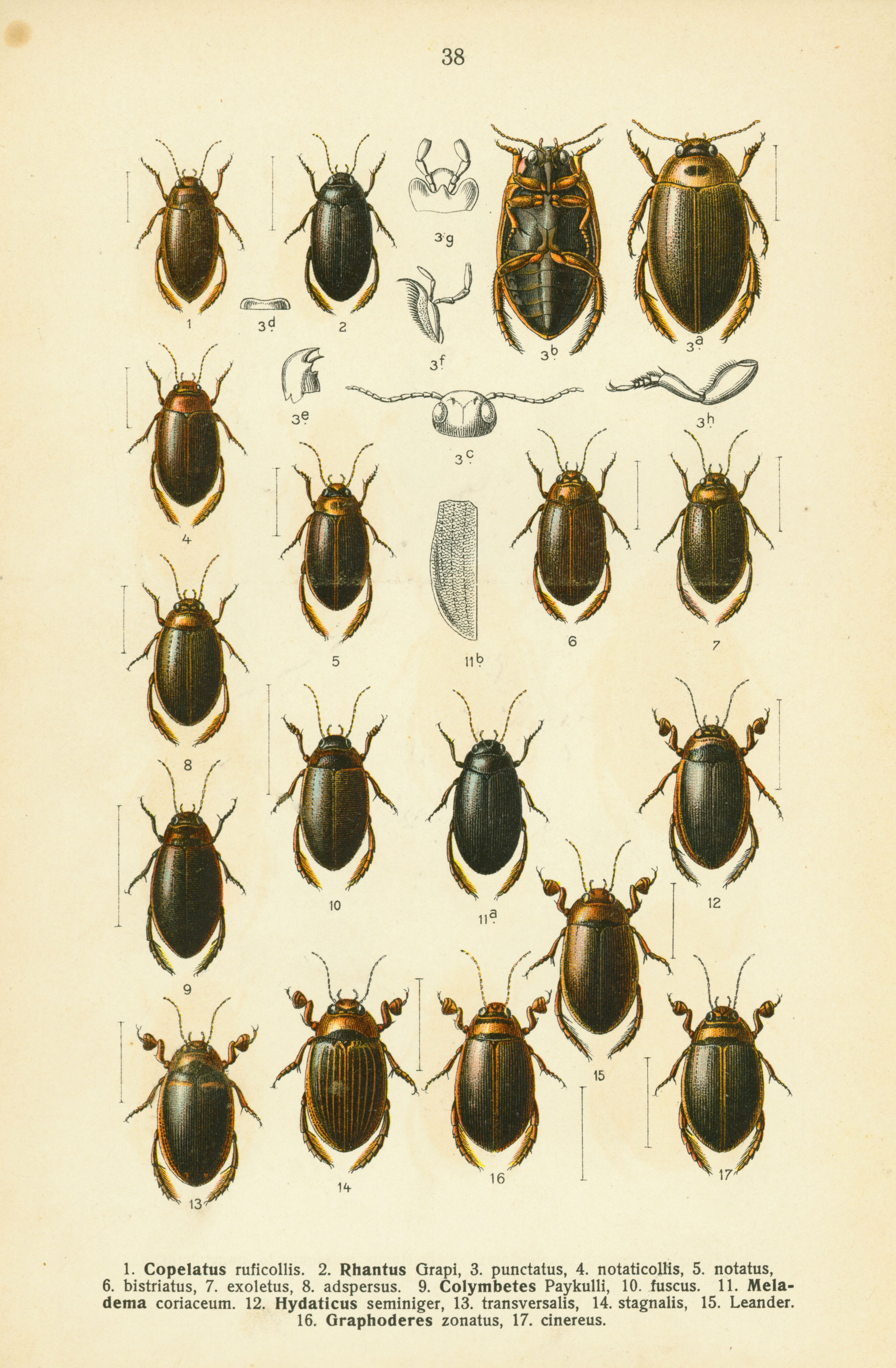